# A német egység napja

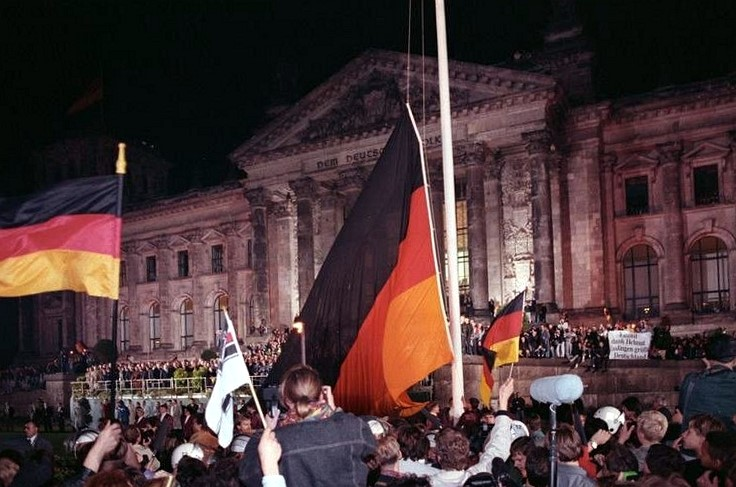
1990. október 3-án vonták fel első alkalommal az egyesült Németország zászlaját a Reichstag épülete előtt

A német egység napja (németül: Tag der Deutschen Einheit) Németország nemzeti ünnepe, amelyet minden évben október 3-án ünnepelnek. A német egység napja az 1990-es német újraegyesítésnek állít emléket, amikor a Német Demokratikus Köztársaság hivatalosan is egyesült a Német Szövetségi Köztársasággal. A nap hivatalosan nem magának az újraegyesülésnek, hanem a német nép egységének állít emléket – ez a törekvés a 19. századra nyúlik vissza.
Az újraegyesítés előtt az NSZK-ban már megemlékeztek a német egység napjáról (Tag der deutschen Einheit, a deutschen kis d-vel), amelyet az 1953-as berlini felkelés emlékére minden év június 17-én tartottak. A felkelést a keletnémet kormány szovjet segítséggel vérbe fojtotta, az áldozatok pontos száma nem ismert, de kb. 100 főre becsülik. Ezzel szemben az NDK állami ünnepe a „Köztársaság Napja” (Tag der Republik) volt, amelyet minden év október 7-én tartottak, az NDK 1949-es megalapításának emlékére.
A német egység napjának, az újraegyesítés ünnepének javasolták még november 9-ét, mert 1989-ben ezen a napon döntötték le a berlini falat. A nap történelmi jelentőségét fokozta volna, hogy 1918-ban ezen a napon kiáltották ki a Weimari köztársaságot, és 1923-ban ezen a napon vetettek véget Hitler puccskísérletének, azonban a nácik ugyancsak ezen a napon hajtották végre 1938-ban az első nagyszabású pogromot a németországi zsidók ellen (a kristályéjszaka, németül Kristallnacht), és ezért végül elvetették ezt az ötletet.
A német egység napjának hivatalos ünnepségeit minden évben más szövetségi állam rendezi, 2011-ben Bonnban (Észak-Rajna-Vesztfália) ünnepelték.

## Megemlékezések
A német egység napja munkaszüneti nap. A hivatalos ünnepségeket minden évben az a szövetségi állam rendezi fővárosában, amelyik a Bundesrat (Szövetségi Tanács) elnöki tisztét tölti be. A hivatalos ünnepségek mellett népünnepélyt is tartanak (Bürgerfest vagy újabban Deutschlandfest), illetve a szövetségi fővárosban, Berlinben is tartanak megemlékezéseket a Straße des 17. Juni és a Brandenburgi kapu környékén.
A német egység napjának helyszínei 1990-től:
- 1990: Berlin, Németország fővárosa
- 1991: Hamburg (önálló városállam)
- 1992: Schwerin, Mecklenburg–Elő-Pomeránia fővárosa
- 1993: Saarbrücken, Saar-vidék fővárosa
- 1994: Bréma (önálló városállam)
- 1995: Düsseldorf, Észak-Rajna-Vesztfália fővárosa
- 1996: München, Bajorország fővárosa
- 1997: Stuttgart, Baden-Württemberg fővárosa
- 1998: Hannover, Alsó-Szászország fővárosa
- 1999: Wiesbaden, Hessen fővárosa
- 2000: Drezda, a Szász Szabadállam fővárosa
- 2001: Mainz, Rajna-vidék–Pfalz fővárosa
- 2002: Berlin
- 2003: Magdeburg, Szász-Anhalt fővárosa
- 2004: Erfurt, Türingia fővárosa
- 2005: Potsdam, Brandenburg fővárosa
- 2006: Kiel, Schleswig-Holstein fővárosa
- 2007: Schwerin
- 2008: Hamburg
- 2009: Saarbrücken
- 2010: Bréma
- 2011: Bonn (Nyugat-Németország volt fővárosaként)
- 2012: München
- 2013: Stuttgart, Baden-Württemberg  fővárosa
- 2014: Hannover,  Alsó-Szászország  fővárosa
- 2015: Frankfurt am Main, Hessen nagyvárosa
- 2016: Drezda, Szászország fővárosa
- 2017: Mainz, Rajna-vidék-Pfalz fővárosa
- 2018: Berlin, Németország fővárosa
- 2019: Kiel, Schleswig-Holstein fővárosa
- 2020: Potsdam, Brandenburg fővárosa
- 2021: Halle (Saale)
- 2022: Erfurt, Türingia fővárosa
- 2023: Hamburg
- 2024: Schwerin

2024 október 3-án, a német egység napja alkalmából adott fogadáson a budapesti német nagykövet asszony élesen bírálta a magyar kormányt, mint ami a német egyesülés során szerzett bizalmi tőkét elherdálta és elfordult szövetségeseitől. A fogadáson a magyar kormány részéről senki nem vett részt.

## Fordítás
Ez a szócikk részben vagy egészben  a   German Unity Day című angol Wikipédia-szócikk fordításán alapul.  Az eredeti cikk szerkesztőit annak laptörténete sorolja fel. Ez a jelzés csupán a megfogalmazás eredetét és a szerzői jogokat jelzi, nem szolgál a cikkben szereplő információk forrásmegjelöléseként.